# Романюк Микола Ярославович
Мико́ла Яросла́вович Романю́к (24 серпня 1958, Золочівка Рівненської області — 3 лютого 2017, Луцьк) — Луцький міський голова з 2010 до 2017 року. Депутат Волинської обласної ради трьох скликань.

## Біографічна довідка
Народився 24 серпня 1958 року у селі Золочівка Млинівського району Рівненської області.
Мав дві вищі освіти за спеціальностями «інженер-технолог» (Львівський лісотехнічний інститут, 1982 р.) та «економіст» (Луцький індустріальний інститут, 1995 р.)
Трудову діяльність розпочав у 1975 році робітником на Луцькому меблевому комбінаті. Після здобуття вищої освіти повернувся на це ж підприємство, де працював майстром з 1982 до 1983 року.
З 1983 до 1993 рр. — на комсомольській, партійній та молодіжній роботі. Цей період включає роботу на посадах інструктора, завідувача відділу комсомольських організацій Луцького міського комітету комсомолу (1983—1984 рр.), першого секретаря Луцького міського комітету комсомолу (березень 1984—1988 рр.), завідувача відділу пропаганди і агітації Луцького міського комітету КПУ (1988), першого секретаря Волинського обласного комітету ЛКСМ України (1988—1991 рр.), голови комітету у справах молоді і спорту Волинського облвиконкому (1991—1992 рр.), заступника начальника управління у справах молоді і спорту Волинської облдержадміністрації (1992—1993 рр.).
З лютого 1993 до листопада 2007 року очолював Волинське головне регіональне управління ЗАТ КБ «Приватбанк».
Указом Президента України від 10 грудня 2007 року № 1199/2007 призначений головою Волинської обласної державної адміністрації. Звільнений з цієї посади 26 березня 2010 року.
З квітня 2010 року до листопада 2010 року — директор Волинського головного регіонального управління Публічного акціонерного товариства КБ «Приватбанк».
На виборах 31 жовтня 2010 року обраний міським головою Луцька. Переобраний на виборах 15 листопада 2015 року (балотувався від БПП «Солідарність»).
31 січня 2017 Микола Романюк був госпіталізований до реанімаційного відділення Луцької міської клінічної лікарні у важкому стані. Він помер 3 лютого, не приходячи до тями в Луцькій міській клінічній лікарні. 5 лютого 2017 року після відспівування у Свято-Троїцькому кафедральному соборі в Луцьку та церемонії прощання у Волинському обласному академічному музично-драматичному театрі імені Тараса Шевченка Миколу Романюка поховали у селі Золочівка (Демидівський район, Рівненська область).

## Нагороди та відзнаки
- Заслужений економіст України. Нагороджений Почесною грамотою Національного банку України, Грамотами Верховної Ради України, орденом «За заслуги» II[7], III ступеня[8].
- Почесний громадянин Луцька (2017, посмертно)[9].
- Почесний громадянин Волновахи (2017, посмертно)[10].

## Сімейний стан
Був одружений. Мав двох дорослих синів.